# Orthonecroscia serena
Orthonecroscia serena är en insektsart som först beskrevs av Ludwig Redtenbacher 1908.  Orthonecroscia serena ingår i släktet Orthonecroscia och familjen Diapheromeridae. Inga underarter finns listade i Catalogue of Life.